# 油醇
油醇（英语：Oleyl alcohol）又称顺-9-十八烯-1-醇（英文：cis-9-octadecen-1-ol）,
是一种不饱和脂肪醇，化学式：C18H36O。结构式为CH
3(CH
2)
7–CH=CH–(CH
2)
8OH。为透明油状，主要用于化妆品。

## 制备
其可通过油酸酯氢化发生布沃-布朗还原反应得到，因为这样可以防止一般催化剂催化C=C双键还原。油酸酯一般从牛肉脂肪、鱼油、特别是橄榄油中获得。最初在1904年由路易斯·布沃报导这一方法，并得到了精炼的油醇。

## 应用
油醇用作非离子型表面活性剂、乳化剂、润肤膏，以及护肤霜，润滑油、洗发水、润发素等化妆品的增稠剂。同时其可用于药物输送载体，可透过皮肤和粘膜，特别是肺粘膜进行药物输送。